# Pegesimallus pedunculatus
Pegesimallus pedunculatus là một loài ruồi trong họ Asilidae. Pegesimallus pedunculatus được Loew miêu tả năm 1858.